# 大分県道673号小畑日田線
大分県道673号小畑日田線（おおいたけんどう673ごう おばたひたせん）は、大分県日田市を通る一般県道である。

## 概要
日田市前津江町小畑から日田市大字高瀬に至る。高瀬交差点から終点は旧国道210号。

### 路線データ
- 起点：大分県日田市前津江町小畑[1]（大分県道・福岡県道114号前津江星野線起点）[要出典]
- 終点：大分県日田市[1]大字高瀬（高瀬本町交差点、大分県道・熊本県道9号日田鹿本線交点）

## 歴史
- 1959年（昭和34年）3月31日 - 大分県告示第374号により、県道小畑日田線として路線認定される（当時の整理番号は165）[2][出典無効]。
- 1973年（昭和48年）4月2日 - 大分県告示第250号により小畑日田線として路線認定[3]。
- 2008年（平成20年）3月1日 - 国道210号日田バイパスの供用に伴い、起点位置が日田市高瀬交差点から高瀬本町交差点に変更される[4]。

## 路線状況

### 重複区間
- 大分県道698号西大山大野日田線（日田市前津江町柚木）

## 地理

### 通過する自治体
- 大分県
  - 日田市

### 交差する道路
| 交差する道路                               | 交差する場所 | 交差する場所          |
| ------------------------------------------ | ------------ | --------------------- |
| 大分県道・福岡県道114号前津江星野線        | 前津江町柚木 | 起点                  |
| 大分県道698号西大山大野日田線 重複区間起点 | 前津江町柚木 |                       |
| 大分県道698号西大山大野日田線 重複区間終点 | 前津江町柚木 |                       |
| 国道210号 国道212号 重複                   | 誠和町       | [ 注釈 2 ]            |
| 大分県道・熊本県道9号日田鹿本線            | 大字高瀬     | 高瀬本町交差点 / 終点 |

### 沿線
- 日田市立高瀬小学校
- 日田市立南部中学校